# The Instigators
The Instigators è un film del 2024 diretto da Doug Liman e interpretato da Matt Damon, Casey Affleck, Hong Chau, Paul Walter Hauser, Michael Stuhlbarg e Ving Rhames.

## Produzione
Nel dicembre 2022 i diritti del film vennero acquisiti da Apple TV+, con Doug Liman che avrebbe fatto da regista e Matt Damon e Casey Affleck che avrebbero invece fatto da interpreti principali. Nel febbraio 2023 viene annunciato anche il coinvolgimento tra i membri del cast di Hong Chau.
Le riprese del film cominciarono nel marzo 2023 a Boston e sono terminate un mese dopo.

## Distribuzione
Il film, dopo aver ricevuto una distribuzione limitata nelle sale cinematografiche il 2 agosto 2024, fu distribuito a livello internazionale sulla piattaforma di Apple TV+ a partire dal successivo 9 agosto.

## Accoglienza
Il film ha ricevuto critiche miste. Sul sito Rotten Tomatoes viene indicato con un punteggio del 40% basato su un totale di 156 recensioni e un punteggio di 5.40 su 10. Su Metacritic invece ricevette un punteggio di 48 su 100 basato su 38 recensioni professionali.